# Ajangiz
Ajangiz är en kommun i Spanien. Den ligger i Biscayaprovinsen i den autonoma regionen Baskien i norra delen av landet, 300 km norr om huvudstaden Madrid. Antalet invånare är 475 (2024). Arean är 7,13 kvadratkilometer. Ajangiz gränsar till Arratzu, Gernika-Lumo, Elexalde Mendata och Muxika. 